# Мариана фон Далберг
Мариана/Мария Анна Хелена Йозефина Кемерер фон Вормс-Далберг (на немски: Maria Anna Helene Josephina Kämmerer von Worms Freiin von Dalberg; * 31 март 1745 в Майнц; † 10 юли 1804 във Франкфурт на Майн) е фрайин на Далберг при Бад Кройцнах и чрез женитба имперска графиня и регентка (1775 – 1793) на фон дер Лайен и Хоенгеролдсек.
Тя е дъщеря на фрайхер Франц Хайнрих Кемерер фон Вормс (1716 – 1776), таен съветник на Курфюрство Майнц, и графиня Мария София Анна фон и цу Елтц-Кемпених, нар. Фауст фон Щромберг (1722 – 1763).
През 1764 г. тя е при леля ѝ, абатисата Антоанета фон Елтц-Кемпених в Мюнстер-Билзен. През 1765 г. тя е във Франкфурт на Майн по случай императорския избор на Йозеф II и среща там Франц Карл фон дер Лайен.
Мариана фон Далберг се омъжва на 15 септември 1765 г. в Майнц за Франц Карл фон дер Лайен (* 26 август 1736 в Кобленц; † 26 септември 1775 в Близкастел), имперски граф на Хоенгеролдсек (1760 – 1775). През 1773 г. резиденцията се мести от Кобленц в Близкастел. През 1775 г. той успява да основе манастир с латинско училище в Близкастел.
Съпругът ѝ Франц Карл фон дер Лайен умира от тиф на 39 години на 26 септември 1775 г. в Близкастел. Мариана фон Далберг става регентка на Близкастел (1775 – 1793).
Тя помага на въглищната индустрия. През 1787 г. тя премахва крепостничеството. 1780 – 1788 г. строи три двореца в Нидервюрцбах, 1790 – 1791 г. построява двореца „Анахале“ в Рилхинген. През 1793 г. френският комисар прави опит да я арестува. Тя бяга през май 1793 г. в селски дрехи, но забравя да си вземе пари, от френската революционна войска във Франкфурт на Майн, става дама на „ордена Щернкройц“. Тя е почетен член на „физикал-икономическото общество“ Хайделберг.
Мариана фон Далберг змира на 59 години на 10 юли 1804 г. във Франкфурт на Майн и е погребана в църквата Св. Цецилия в Хойзенщам. През 1981 г. тя е преместена в дворцовата църква Близкастел.
Син ѝ Филип фон дер Лайен (1766 – 1829) е издигнат на 12 юли 1806 г. на 1. княз на Княжеството фон дер Лайен и Хоенгеролдсек.

## Деца
Мариана фон Далберг и Франц Карл фон дер Лайен имат три деца:
- Филип Франц Вилхелм Игнац (* 1 август 1766, Кобленц; † 23 ноември 1829, Кьолн), издигнат на 12 юли 1806 г. на 1. княз на Княжеството фон дер Лайен и Хоенгеролдсек, женен на 15 май 1788 г. в Померсфелден за графиня София Тереза Валпургис фон Шьонборн-Визентхайд (* 15 август 1772, Майнц; † 4 юли 1810, Париж)
- Шарлота Мария Анна София Валпургис (* 4 април 1768, Кобленц; † 12 януари 1832), омъжена на 3 март 1799 г. за граф Емерих фон Щадион-Танхаузен (* 29 ноември 1766, Майнц; † 11 януари 1817), син на граф Хуго фон Щадион-Вартхаузен и Танхаузен (1720 – 1785) и фрайин Мария Анна Текла Валпургис Тереза Шенк фон Щауфенберг (1728 – 1799)
- Мария София Антонета Шарлота Клара Елизабет Валпурга Текла (* 23 юли 1769, Кобленц; † 18 януари 1834, Виена), омъжена на 20 октомври 1789 г. в Близкастел за граф Франц Филип Йозеф фон Шьонборн-Буххайм (* 15 септември 1768, Майнц; † 18 август 1841, Обермайдлинг при Виена)

## Нейно произведение
- Marianne von der Leyen: Journal meiner Unglücksfälle … : Eine eigenhändige Aufzeichnung ihrer Flucht vor den französischen Revolutionären im Mai 1793. Edition Europa, Walsheim 2001, ISBN 978-3-931773-30-4